# Enes Kanter Freedom
Enes Kanter (sinh ngày 20 tháng 5 năm 1992) là một cầu thủ bóng rổ chuyên nghiệp của Thổ Nhĩ Kỳ chơi cho đội Oklahoma City Thunder của Hiệp hội bóng rổ quốc gia (NBA). Với chiều cao 2,11 m, anh chơi ở vị trí trung lộ.

## Tiểu sử
Kanter sinh ngày 20 tháng 5 năm 1992 tại Zurich, Thụy Sĩ, trong khi cha của anh, Mehmet, đạt bằng thạc sĩ từ Đại học Zurich. Cha của anh là một giáo sư về mô học tại Đại học Trakya.
Trước khi chuyển đến Hoa Kỳ, Kanter chơi dưới sự quản lý của Serdar Apaydın cho đội trẻ Fenerbahçe từ năm 2006 đến năm 2008, và trong mùa giải 2008-09, Kanter là một đội dự bị ít được sử dụng cho đội bóng của Fenerbahçe. Anh đã thi đấu ít nhất 9 trận với đội bóng - bốn trong Euroleague và 5 ở Basketball League của Thổ Nhĩ Kỳ. Fenerbahçe và đội bóng rổ Liên đoàn Hy Lạp Olympiacos đều đề nghị ký hợp đồng chuyên nghiệp của Kanter, nhưng anh đã từ chối vì anh muốn chơi bóng rổ trường trung học và cao đẳng ở Hoa Kỳ.